# Ásahreppur
Ásahreppur est une municipalité située, pour sa plus grande partie, au centre de l'Islande.

## Composition
Modèle:La municipalité est composée de 2 parties distinct. Une plus importante au centre du pays et une autre plus petite au sud-ouest.

## Démographie
Évolution de la population :
2011: 194 
2022: 261 